# Zone d'études et d'aménagement du territoire

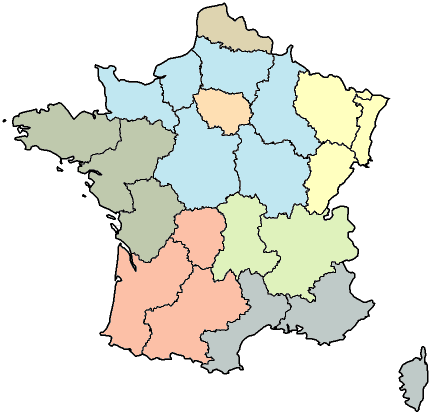
La mappa delle 8 ZEAT della Métropole fino al 2016.

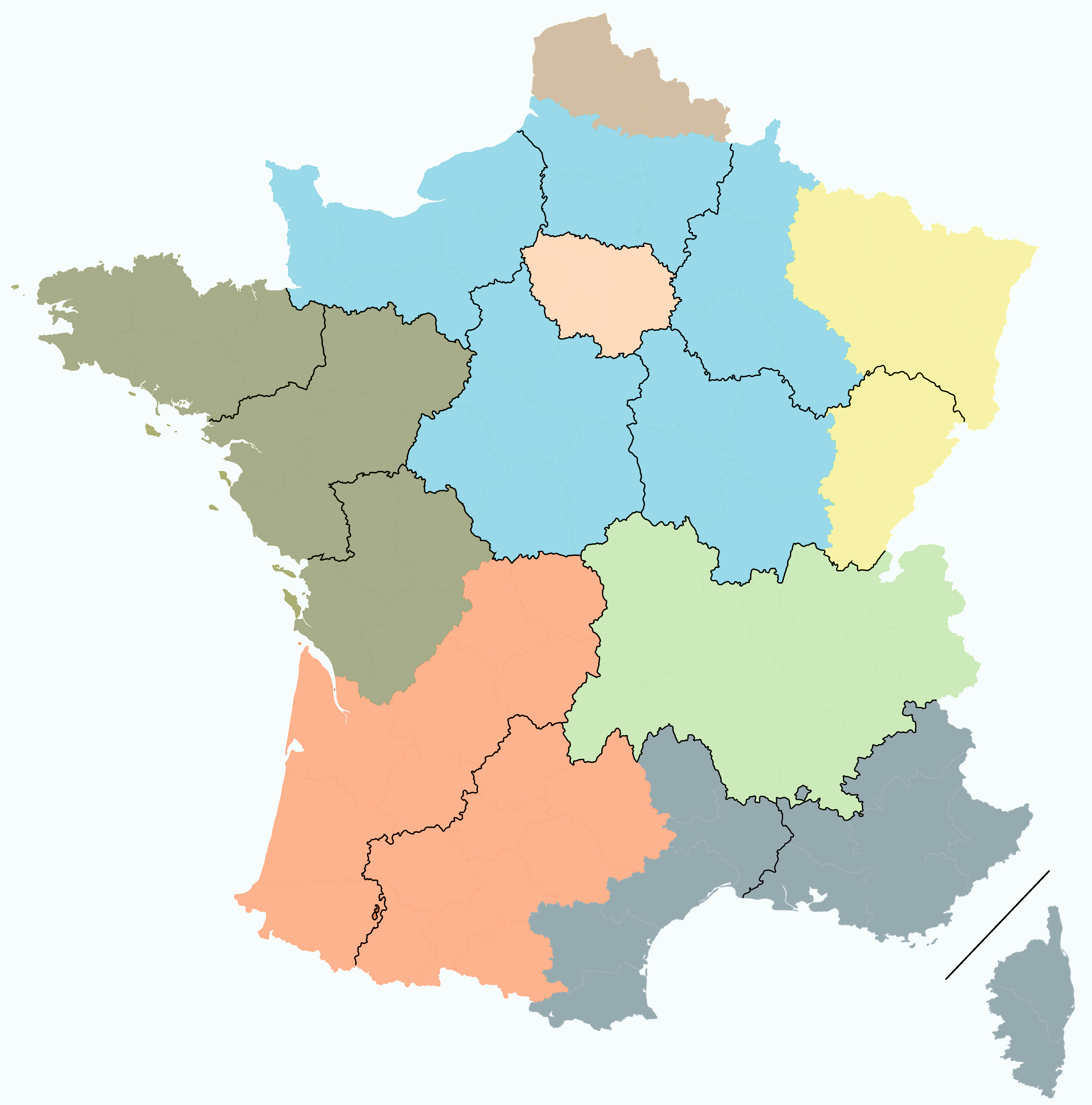
La mappa delle 8 ZEAT della Métropole, dal 2016 esse non sono cambiate, ma le loro delimitazioni corrispondono più con quelle delle regioni.

Una zona di studio e di amministrazione del territorio (abbreviata ZEAT, francese: Zone d'études et d'aménagement du territoire) è una macroripartizione statistica della Francia che corrispondeva al primo livello della nomenclatura delle unità territoriali statistiche (NUTS 1) dell'Unione europea.

## Descrizione
Esse sono state definite nel 1967 dall'INSEE insieme al Commissariat général du Plan e alla DATAR.
Ogni ZEAT era composta da un insieme di una o più regioni amministrative. Le ZEAT erano 9, di cui 8 in Francia metropolitana e una che raggruppava le regioni d'oltremare.
Il resto dell'oltremare — collettività, territori — non rientrano in questa classificazione; una zona supplementare extra-regio è stata comunque aggiunta con lo scopo di coprire il 100% del territorio francese nei dati statistici, anche se questa zona non corrisponde ad alcuna effettiva collettività; questa zona extra-regio non è considerata come una regione NUTS ed inoltre non fa parte dell'Unione europea (cosa che la esclude automaticamente dalle statistiche europee, anche se la Francia ne tiene conto per le proprie aggregazioni statistiche).
Le ZEAT erano poco utilizzate, poiché esse non avevano alcun valore sul piano legislativo, esecutivo o amministrativo, né su quello dei conti pubblici.
Attualmente, la codificazione NUTS pubblicata da Eurostat e valida dal gennaio 2018 si appoggia sulla nomenclatura NUTS 2016 e nella nuova tabella le ZEAT risultano abbandonate.

## Tabella ZEAT
| Codici | Codici                   | Nomi                              | Regione corrispondente | Regione corrispondente |
| NUTS   | INSEE (fino a fine 2015) | Nomi                              | Fino a fine 2015 (†: regioni che hanno perso il loro statuto di collettività territoriale) | Dal 2016 (per NUTS unicamente) (‡: nuove regioni incluse parzialmente) |
| ------ | ------------------------ | --------------------------------- | --- | --- |
| FR1    | 1                        | Région parisienne                 | Île-de-France | Île-de-France |
| FR2    | 2                        | Bassin parisien                   | Bassa Normandia†, Borgogna†, Centro-Valle della Loira, Champagne-Ardenne†, Alta Normandia† e Piccardia† | Grand Est‡, Borgogna-Franca Contea‡, Centro-Valle della Loira, Alta Francia‡ e Normandia |
| FR3    | 3                        | Nord                              | Nord-Passo di Calais† | Alta Francia‡ |
| FR4    | 4                        | Est                               | Alsazia†, Franca Contea† e Lorena† | Grand Est‡ e Borgogna-Franca Contea‡ |
| FR5    | 5                        | Ouest                             | Bretagna, Paesi della Loira, Poitou-Charentes† | Nuova Aquitania‡, Bretagna e Paesi della Loira |
| FR6    | 7                        | Sud-Ouest                         | Aquitania†, Limosino† e Midi-Pirenei† | Nuova Aquitania‡ e Occitania‡ |
| FR7    | 8                        | Centre-Est                        | Alvernia†, Rodano-Alpi† | Alvernia-Rodano-Alpi |
| FR8    | 9                        | Méditerranée                      | Linguadoca-Rossiglione†, Provenza-Alpi-Costa Azzurra e Corsica | Occitania‡, Provenza-Alpi-Costa Azzurra e Corsica |
| FRA    | 0                        | Département et région d'outre-mer | Guadalupa, Guyana francese, Martinica, Mayotte e La Riunione | Guadalupa, Guyana francese, Martinica, Mayotte e La Riunione |
| FRZ    | —                        | Extra-Regio                       | COM: Saint-Barthélemy, Saint-Martin, Saint-Pierre e Miquelon, Polinesia francese, Wallis e Futuna; Territori a statuto particolare: Clipperton e Terre Australi e Antartiche Francesi; Statuto sui generis: Nuova Caledonia | COM: Saint-Barthélemy, Saint-Martin, Saint-Pierre e Miquelon, Polinesia francese, Wallis e Futuna; Territori a statuto particolare: Clipperton e Terre Australi e Antartiche Francesi; Statuto sui generis: Nuova Caledonia |